# 日本醸造協会
公益財団法人日本醸造協会（にほんじょうぞうきょうかい）とは、明治39年（1906年）1月に明治政府によって醸造業界の近代化を、公式的には「醸造に関する科学、技術の研究とその振興を図り、もって醸造業の進歩発展に資すること」を目的として「醸造協会」として設立され、以来長い歴史を閲して現存する協会である。本部は東京都北区。

## 沿革
明治以前における日本酒造りは、麹と水を合わせる過程において空気中に自然に存在する酵母を取り込んだり、蔵に住みついた「家つき酵母」もしくは「蔵つき酵母」に頼っていたが、これでは酵母の株が一定せず、いわゆる「科学的再現性」がなかったため、醸造される酒は品質が安定しなかった。
そこで政府は明治37年（1904年）、大蔵省の管轄下に国立醸造試験所（現在の独立行政法人酒類総合研究所）を設立し、西洋からの微生物学の導入により有用な株の分離を行い、それらを頒布することにより酒質の安定と向上を図った。
この国立醸造試験所の研究成果を社会に役立てる機関として、いまの日本醸造協会の前身が明治39年（1906年）1月に「醸造協会」として設立され、それ以後、国立醸造試験所が明治42年（1909年）に山廃酛｛酉へんに元｝を開発したり、明治43年（1910年）には速醸酛｛酉へんに元｝が考案した際には、それらの民間への普及のための機関として活躍した。
国立醸造試験所が明治44年（1911年）には第一回全国新酒鑑評会を開催するようになってから以降は、醸造協会はそこで高い順位を得るなどして客観的に優秀と評価された酵母を採取し、純粋培養して日本各地の蔵元へ頒布する役割を負うようになった。
大正4年（1920年）9月に財団法人日本醸造協会へと組織変更され、2011年に公益財団法人となった以降も酒類製造免許を取得した者にそれらを頒布販売する機関として活動している。

## 酵母の供給
明治44年（1911年）以降、日本醸造協会が全国レベルで有用な酵母を収集、全国新酒鑑評会で高い評価を得るなどして客観的に優秀と評価された酵母を採取し、純粋培養して頒布した。こうして頒布された酵母には、日本醸造協会にちなんで「きょうかい1号」から「きょうかい12号」までの名がつけられた。これらを一般に協会系酵母もしくはきょうかい酵母という。協会系酵母はのちに数が増えていく。

## その他事業
協会系酵母の頒布の他には、清酒品評会や酒造講習会の開催、日本醸造学会の主宰、協会誌「日本醸造協会誌」の発行などを事業として行なっている。

## 歴代会長
- 1919年 蓮見義隆 - 娘は海後宗臣の妻、孫・養子に蓮見音彦。後に産業組合中央金庫理事。正五位勲四等[2]。
- 2019年 岡崎直人 - 元酒類総合研究所理事長。